# Lei'D Tapa
Seini Draughn (de soltera Tonga, nacida el 27 de noviembre de 1982) es una luchadora profesional, valet de lucha libre profesional, modelo y jugadora de fútbol americano femenino tongana. Ella es la sobrina de luchador profesional Sione "The Barbarian" Vailahi. Draughn actualmente es un luchadora que trabaja con GFW y Total Nonstop Action Wrestling.

## Primeros años
Tonga nació en Alemania con su hermano y tres hermanas. Sus padres nacieron en Tonga y su padre estaba destinado en el ejército de Estados Unidos. Ella es una devota testigo de Jehová, En la escuela, ella jugó baloncesto, voleibol, discus y pista. Durante la secundaria, ella asistió a tres escuelas diferentes mientras vivía en Luisiana y West Charlotte, Carolina del Norte y continuó jugando baloncesto y voleibol. En su último año de secundaria, Tonga junto con dos de sus hermanas y el resto de su equipo de voleibol ganó el título estatal.
Después de la secundaria, Tonga obtuvo una beca para la Southwest Missouri State donde jugó voleibol en la NCAA Division I con una de sus hermanas. Tonga entonces intentaría para uno de tres ligas femeninas, las Carolina Queens en la Independent Women's Football League que es un Liga de fútbol americano femenino de full-contact. Ella jugó como tight end y apoyadora para las Queens. Ella pasó cuatro temporadas en la IWFL, antes de comenzar una carrera profesional en la lucha libre.

## Carrera en lucha libre profesional
Tonga fue entrenada por George South y su tío, Sione "The Barbarian" Vailahi. Ella debutó como luchadora profesional en 2011.

### Total Nonstop Action Wrestling (2013–2014)
En el episodio del 28 de febrero de 2013 del programa de televisión de la Total Nonstop Action Wrestling, Impact Wrestling, Tapa participó en el Gut Check Challenge en un intento de conseguir un contrato con la promoción enfrentando a Ivelisse Vélez, siendo derrotada. La semana siguiente, los jueces del Gut Check le otorgaron un contrato. En realidad, Tapa firmó un contrato de desarrollo y fue asignada al territorio de desarrollo de la TNA Ohio Valley Wrestling (OVW).
En marzo de 2013, Tapa participó en los One Night Only shows de la TNA en donde ella competiría en Knockout Knockdown (que se emitió el 6 de septiembre de 2013) en donde venció a Ivelisse Vélez. Después de ganar su lucha ella compitió en un Knockouts Battle Royal para coronar a la Reina de la TNA, que fue ganado por Gail Kim. Tapa también compitió en World Cup of Wrestling por Team International en donde venció a la miembro de Team UK Hannah Blossom.
En la edición del 26 de septiembre de Impact Wrestling, TNA emitió una viñeta promoviendo su debut. En el episodio de 3 de octubre de Impact Wrestling, Lei'D Tapa hizo su debut como una heel atacando a Velvet Sky antes de su lucha con Brooke. En el episodio del 10 de octubre de Impact Wrestling, Tapa atacó a la Campeona de Knockouts de la TNA ODB durante su lucha contra Jesse, aparentemente estableciendo un reclamo para luchar por el Campeonato de Knockouts de la TNA. En el evento Bound for Glory, Tapa formó una alianza con Gail Kim ayudándola a derrotar a ODB y a Brooke para ganar el Campeonato de Knockouts de la TNA.
En el episodio del 12 de diciembre de Impact Wrestling, Tapa y Kim atacaron a ODB, quien más tarde fue salvada por el regreso de Madison Rayne, la expareja de equipo de Kim, estableciendo a Rayne como una face. En el episodio del 19 de diciembre de Impact Wrestling: Final Resolution, Tapa hizo equipo con Kim en una derrota ante el equipo de ODB y Rayne cuando Rayne cubrió a Kim. La alianza de Tapa con Gail Kim llegó a su fin en la edición del 13 de marzo de Impact Wrestling, cuando las dos pelearon después de que Kim abofeteó a Tapa por accidentalmente costarle una lucha contra la debutante Brittany. La semana siguiente, Tapa fue derrotada por Kim.
Tras la lucha, Draughn anunció que fue liberada de la TNA. Kim declararía más tarde en una entrevista que Draughn fue liberada debido a su falta de experiencia en lucha libre. La lucha final de Tapa fue emitida en el episodio del 26 de marzo de Xplosion, que fue otra derrota ante Kim.

### Ohio Valley Wrestling (2013–2014)

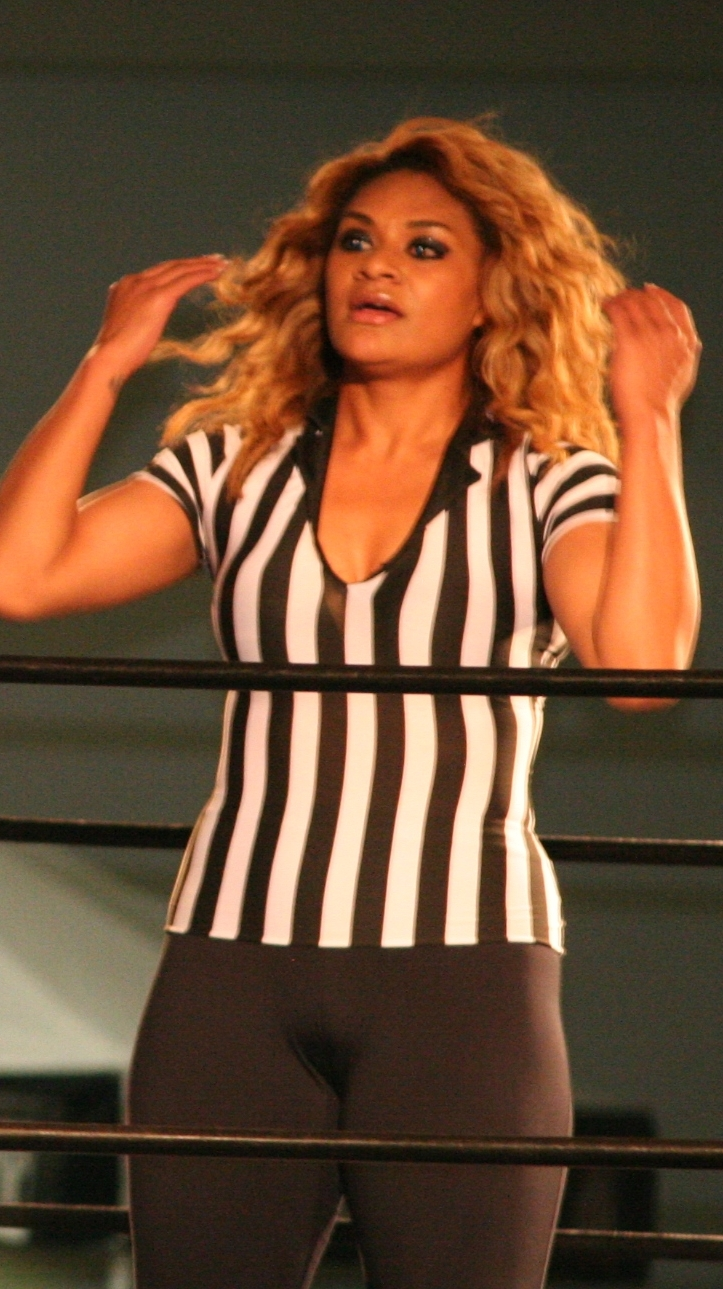
Tapa actuando como árbitro en noviembre de 2012.

Tapa debutó en territorio del desarrollo de TNA, Ohio Valley Wrestling (OVW), el 22 de mayo de 2013, derrotando a Hannah Blossom en un dark match. Tapa hizo su debut televisivo en el episodio del 15 de junio de OVW TV, derrotando a Jessie Belle. En el episodio del 22 de junio de OVW TV, Tapa derrotó a Heidi Lovelace. Tapa se enfrentó a Holly Blossom en la edición del 3 de julio del OVW TV que terminó en sin resultado después de que Epiphany llegara al ringside y tirara de la capucha de uno de los camarógrafos revelando que era Eddie Diamond, de quien Epiphany creían Tapa era su novia secreta, lo que conduciría a una lucha en Saturday Night Special, que ganó Tapa.
En la edición del 2 de agosto de OVW TV, Tapa compitió en un Gauntlet Match para determinar a la contendiente número uno por la Campeonato Femenino de OVW, donde ella fue ella fue eliminada por Heidi Lovelace luego de que revirtiera su «Powerbomb» en una «Hurricanrana». Después ella compitió en un concurso para coronar a la próxima "Miss OVW" con varias otras luchadoras femeninas en el roster, así como entrando en un feudo con la Campeona Femenina Trina. Ella fue programada para enfrentarse a Trina por el cinturón en la edición especial de OVW del 7 de septiembre de Saturday Night Special, pero Trina tuvo que retirarse debido a sufrir una lesión. Más tarde esa noche, Tapa competiría en una batalla real y saldría victoriosa, finalmente eliminando a Taeler Hendrix. En el episodio del 18 de septiembre de OVW TV, Tapa compitió en un Fatal Four-Way Ladder Match por el vacante Campeonato Femenino de OVW, que fue ganado por Hannah Blossom. Después de derrotar a las dos gemelas, Tapa recibió una oportunidad en la edición especial de Saturday Night Special el 5 de octubre por el Campeonato Femenino de OVW. En el evento, Tapa derrotó a Hannah Blossom para ganar el Campeonato Femenino por primera vez. Durante la final de la competencia de Reina de OVW, Tapa atacó a Lovely Lylah cuando fue anunciado que iba a recibir una oportunidad por el Campeonato Femenino. Tapa derrotaría a Lylah para defender exitosamente su título el 2 de noviembre en Saturday Night Special. En el episodio del 13 de noviembre de OVW TV, Tapa derrotó a Taeler Hendrix una vez más para retener su campeonato.
En el episodio del 20 de noviembre de OVW TV, Tapa se volvió face al desafiar a The Bodyguy a una lucha después de que éste afirmó que las mujeres no pueden luchar. El reinado de Tapa terminó en 63 días el 7 de diciembre en Saturday Night Special, cuando The Bodyguy ganó el título. Tapa sorprendentemente regresó a OVW el 4 de enero de 2014 en Saturday Night Special disfrazada como The Assassin, quien tenía fijada una lucha contra The Bodyguy por el Campeonato Femenino. Tapa derrotó a The Bodyguy tras una interferencia del verdadero The Assassin para ganar el Campeonato Femenino por segunda vez. Tapa también haría una aparición en el Nightmare Scramble Match en el episodio del 25 de enero de OVW TV para convertirse en la primera mujer en competir en la lucha, pero fue atacada por un hombre enmascarado, que se revelaría como Randy Royal el 1 de marzo en Saturday Night Special, en donde Tapa perdió el Campeonato Femenino ante Jessie Belle. El 6 de abril de 2014, Tapa recuperó el Campeonato Femenino.
Tapa dejó el campeonato vacante cuando la OVW descontinuara la división femenina.

### Total Nonstop Action Wrestling (2015–presente)
Tapa regresa a TNA el 27 de julio de 2015, para luchar contra Awesome Kong en una lucha que terminó en un doble conteo afuera. Interfirió en el combate entre Brooke y Gail Kim  donde quedó sin resultado ya que Tapa las atacara a las dos donde más tarde Awesome Kong atacada a Tapa.

## Vida personal
Tonga está casada con el también luchador de OVW Royal Red "The Protector". Ella es la sobrina del también luchador profesional Sione "The Barbarian" Vailahi. Su atleta favorito es Michael Jordan y equipo de fútbol americano favorito los Carolina Panthers.

## En lucha
- Movimientos finales
  - Fireman's carry stunner[15]

- Movimientos de firma
  - Big boot[9][15]

## Campeonatos y logros
- AIWF Mid-Atlantic Wrestling
  - AIWF World Women's Championship (1 vez)[31]

- Ohio Valley Wrestling
  - OVW Women's Championship (3 veces)[32]

- Total Nonstop Action Wrestling
  - Ganadora del TNA Gut Check[6]